# Dragan Zdravković
Dragan Zdravković (* 16. Dezember 1959 in Senjski Rudnik, Despotovac) ist ein ehemaliger jugoslawischer Mittel- und Langstreckenläufer.
Über 1500 m gewann er bei den Mittelmeerspielen 1979 Silber und wurde bei den Olympischen Spielen 1980 in Moskau Neunter.
1983 siegte er bei den Leichtathletik-Halleneuropameisterschaften in Budapest über 3000 m und wurde bei den Leichtathletik-Weltmeisterschaften in Helsinki Achter über 1500 m.
1985 holte er bei der Universiade Bronze über 1500 m.
Fünfmal wurde er jugoslawischer Meister über 1500 m (1979, 1980, 1982, 1983, 1985), zweimal im Crosslauf (1982, 1983) und je einmal über 800 m (1983) und über 5000 m (1982).

## Persönliche Bestzeiten
- 800 m: 1:48,34 min, 30. April 1984, Split
- 1500 m: 3:34,85 min, 20. August 1983, Prag (serbischer Rekord)
- 1 Meile: 3:52,24 min, 17. August 1983, Berlin (serbischer Rekord)
- 2000 m: 4:59,8 min, 7. August 1983, Užice (serbischer Rekord)
- 3000 m: 7:40,49 min, 9. Juli 1983, Oslo (serbischer Rekord)
  - Halle: 7:51,47 min, 9. März 1983, Mailand (serbischer Rekord)
- 5000 m: 13:35,83 min, 11. Juni 1983, Zagreb